# Romhány
Romhány is een plaats (község) en gemeente in het Hongaarse comitaat Nógrád. Romhány telt 2462 inwoners (2001).

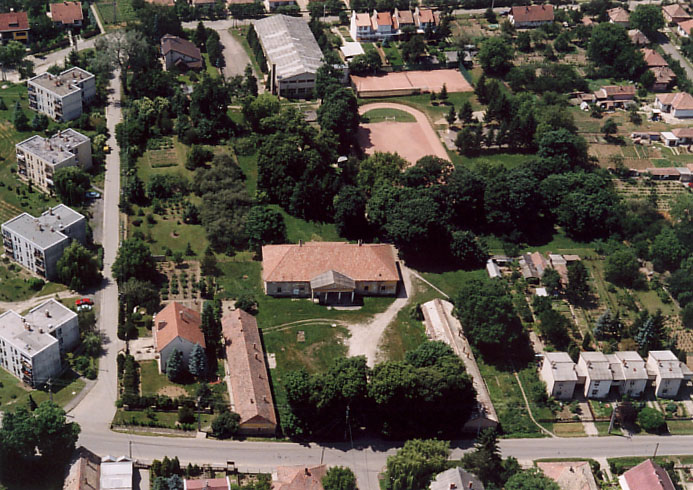
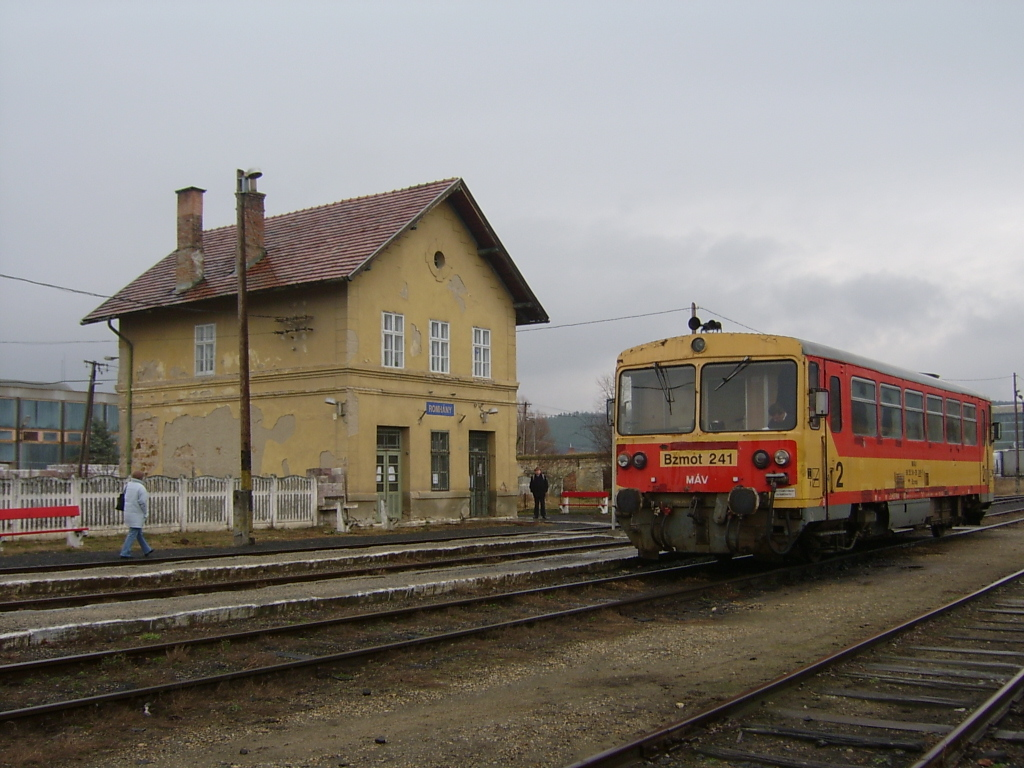